# Curtis White
Pour les articles homonymes, voir White.
Curtis White (né le 28 septembre 1995 à Schenectady dans l'État de New York) est un coureur cycliste américain, spécialiste du cyclo-cross. Sa sœur Emma est également coureuse cycliste.

## Palmarès en cyclo-cross
- 2012-2013
  - Lionhearts International Cyclocross
  - Harbin Park International Cyclocross
  - 2e du championnat des États-Unis de cyclo-cross juniors
- 2014-2015
  -  Champion panaméricain de cyclo-cross espoirs
  - Verge NECXS #5, Sterling
  - Verge NECXS #7, Warwick
  - Verge NECXS #8, Warwick
- 2015-2016
  - Charm City Cross #1, Baltimore
  - Charm City Cross #2, Baltimore
  -  Médaillé d'argent aux championnats panaméricains de cyclo-cross espoirs
- 2016-2017
  -  Champion panaméricain de cyclo-cross espoirs
  - KMC Cyclo-Cross Festival #2, Providence
  - CRAFT Sportswear Gran Prix of Gloucester #1, Gloucester
  - CRAFT Sportswear Gran Prix of Gloucester #2, Gloucester
  - The Cycle-Smart Northampton International #1, Northampton
  - The Cycle-Smart Northampton International #2, Northampton
  - Supercross Cup UCI Weekend #2, Stony Point
  - NBX Gran Prix of Cross #1, Warwick
  - NBX Gran Prix of Cross #2, Warwick
- 2017-2018
  - The Northampton International #1, Northampton
  - The Northampton International #2, Northampton
  - Supercross #2, Suffern
- 2018-2019
  -  Champion panaméricain de cyclo-cross
  - CRAFT Sportswear Gran Prix of Gloucester #1, Gloucester
  - CRAFT Sportswear Gran Prix of Gloucester #2, Gloucester
  - The Northampton International #1, Northampton
  - The Northampton International #2, Northampton
  - Supercross #1, Suffern
  - Supercross #2, Suffern
  - 2e du championnat des États-Unis de cyclo-cross
- 2019-2020
  - Virginia's Blue Ridge GO Cross #1, Roanoke
  - Rochester Cyclocross #2, Rochester
  - FayetteCross #2, Fayetteville
  - Charm City Cross #2, Baltimore
  - Cincinnati Cyclocross - Kingswood Park #2, Mason
  - Really Rad Festival of Cyclocross #1, Falmouth
  - Really Rad Festival of Cyclocross #2, Falmouth
  - Supercross #1, Suffern
  - Supercross #2, Suffern
  -  Médaillé d'argent du championnat panaméricain de cyclo-cross
  - 2e du championnat des États-Unis de cyclo-cross
- 2021-2022
  - GO Cross presented by Deschutes Brewery #1, Roanoke
  - GO Cross presented by Deschutes Brewery #2, Roanoke
  - New England Cyclocross Series #1 - The Northampton International Day 1, Northampton
  - New England Cyclocross Series #1 - The Northampton International Day 2, Northampton
  -  Médaillé d'argent du championnat panaméricain de cyclo-cross
  - 2e du championnat des États-Unis de cyclo-cross
- 2022-2023
  -  Champion des États-Unis de cyclo-cross
  - Classement général de l'USCX Cyclocross Series
  - USCX Series #6 - Charm City Cross Day 2, Baltimore
  -  Médaillé d'argent du championnat panaméricain de cyclo-cross
- 2023-2024
  - Classement général des USCX Series
  - USCX Series #7 - Really Rad Festival Day 1, Falmouth
  - USCX Series #8 - Really Rad Festival Day 2, Falmouth
  - Kings CX Day 1, Mason
  - Kings CX Day 2, Mason
  - North Carolina Grand Prix Day 1, Hendersonville
  - North Carolina Grand Prix Day 2, Hendersonville
- 2024-2025
  -  Médaillé d'argent du championnat panaméricain de cyclo-cross

## Palmarès sur route

### Par année
- 2012
  - 2e du Tour d'Irlande juniors
- 2013
  - 1re (contre-la-montre) et 4e étapes de la Green Mountain Stage Race juniors
  - 3e du championnat des États-Unis sur route juniors
- 2016
  - Tour of the Battenkill
  - 1re étape de la Fitchburg Longsjo Classic
  - Prologue du Tour d'Alsace
- 2017
  - Rochester Twilight Criterium
  - 4e étape de la Gateway Cup
  - 3e du Glencoe Grand Prix
- 2018
  - 2e étape de la Fitchburg Longsjo Classic
- 2022
  - 5e étape de l'Intelligentsia Cup
- 2023
  - Paris to Ancaster

### Classements mondiaux
| Année                                 | 2016  |
| ------------------------------------- | ----- |
| Classement mondial                    | 2112e |
| UCI Europe Tour                       | 1411e |
|                                       |       |
| Légende : nc = non classéSource : UCI |       |